# Морино (Псковская область)
Морино — деревня в Дновском районе Псковской области России. Входит в состав Выскодской волости Дновского района.

## География
Расположена на севере района, в 24 км к северо-востоку от районного центра, города Дно, на реке Полонка.

## Население
| 2001 | 2002 | 2010 |
| ---- | ---- | ---- |
| 674  | ↘573 | ↘443 |

Численность населения деревни составляла на 2000 год — 674 человека, на 2010 год — 566 человек.

## История
До 2015 года была административным центром Моринской волости.

## Инфраструктура
Железнодорожная станция на участке Псков — Дно — Морино — Старая Русса.
В деревне расположены психоневрологический интернат и школа, совмещённая с детским садом. Раньше также функционировала воинская часть.